# سلیوس
سلیوس (انگلیسی: Cellius) شرکت بازی ویدئویی ژاپنی است، که در سال ۲۰۰۷ توسط کن کوتاراگی تأسیس شد.